# Atletica leggera ai Giochi della XVI Olimpiade - Marcia 50 km
La competizione della marcia 50 km di atletica leggera ai Giochi della XVI Olimpiade si è disputata il giorno 24 novembre 1956 con partenza e arrivo al Melbourne Cricket Ground.

## Risultato
| Pos.    | Atleta                | Età | Nazione          | Tempo     |
| ------- | --------------------- | --- | ---------------- | --------- |
| Oro     | Norman Read           | 25  | Nuova Zelanda    | 4:30'42"8 |
| Argento | Evgenij Maskinskov    | 25  | Unione Sovietica | 4:32'57"0 |
| Bronzo  | John Ljunggren        | 37  | Svezia           | 4:35'02"0 |
| 4       | Abdon Pamich          | 23  | Italia           | 4:39'00"0 |
| 5       | Antal Róka            | 29  | Ungheria         | 4:50'09"0 |
| 6       | Ray Smith             | 27  | Australia        | 4:56'08"0 |
| 7       | Adolf Weinacker       | 28  | Stati Uniti      | 5:00'16"0 |
| 8       | Albert Johnson        | 25  | Gran Bretagna    | 5:02'19"0 |
| 9       | Eric Hall             | 24  | Gran Bretagna    | 5:03'59"0 |
| 10      | Ion Barbu             | 26  | Romania          | 5:08'33"6 |
| 11      | Elliott Denman        | 22  | Stati Uniti      | 5:12'14"0 |
| 12      | Leo Sjogren           | 42  | Stati Uniti      | 5:12'34"0 |
| 13      | Ronald Crawford       | 20  | Australia        | 5:22'36"0 |
| Rit.    | Don Thompson          | 23  | Gran Bretagna    |           |
| Rit.    | Dumitru Paraschivescu | 33  | Romania          |           |
| Rit.    | Grigorij Klimov       | 23  | Unione Sovietica |           |
| Rit.    | János Somogyi         | 34  | Ungheria         |           |
| Rit.    | Josef Doležal         | 35  | Cecoslovacchia   |           |
| Rit.    | Milan Skřont          | 25  | Cecoslovacchia   |           |
| Squal.  | Ted Allsopp           | 30  | Australia        |           |
| Squal.  | Michail Lavrov        | 29  | Unione Sovietica |           |